# Gmina Odranci
Odranci – gmina w Słowenii (najmniejsza pod względem powierzchni gmina w tym kraju: 6,9 km²). W 2010 roku liczyła 1690 mieszkańców.

## Miejscowości
Miejscowości wchodzące w skład gminy Odranci:
- Odranci[a] – siedziba gminy